# Sosnokaz borový
Sosnokaz borový (Panolis flammea) je motýl, jehož housenka poškozuje obvykle druhy dřevin rodu borovice, lze ji ovšem najít i na jiných dřevinách. Při vyšších populačních hustotách jsou žírem mladých housenek vážně poškozeny nejprve letošní výhony borovic, starší housenky žerou i starší ročníky jehličí. Nicméně od začátku 21. století zatím větší kalamitu tento druh motýla nezpůsobil. Sosnokaz borový je řazen do čeledě můrovití (Noctuidae), řádu motýli (Lepidoptera).

## EPPO kód
PANLFL

## Synonyma patogena

### Vědecké názvy
Podle EPPO je pro patogena s označením sosnokaz borový (Panolis flammea) používáno více rozdílných názvů, například Panolis griseovariegata nebo Panolis piniperda.

### České názvy
Podle biolib je pro patogena s označením sosnokaz borový (Panolis flammea) používáno více rozdílných názvů, například můra sosnokaz.

## Popis

### Vzhled dospělce
Přední křídla pestře zbarvená, mají bílou kresbu a skvrny na červenohnědém podkladě, nápadná světlá ledvinitá skvrna a nad ní okrouhlá skvrnka. Zadní křídla jsou jednobarevná šedobílá (šedohnědá).

#### Rozdíl pohlaví
Sameček má užší zadeček, samice širší.

### Vzhled housenky
Housenky mají dobře vyvinutou hlavu (eucefalní larvy), tři páry hrudních nohou, čtyři páry břišních panožek a jeden pár pošinek na konci těla.
- Mladá housenka je celá světle zelená, s hnědavou hlavou až 45mm (obvykle 35–40 mm) dlouhá.[3]
- Dospělá housenka je podélně světle pruhovaná na převážně zeleném podkladu, na bocích má oranžový proužek, spodní strana housenky je světle zelená. Podle jiného zdroje může být hřbetní pás bílý, boční rovněž, avšak shora černě lemovaný.[3] Hlava je jednobarevně hnědá.

### Kukla
Kukla je mumiového typu, volná, bez kokonu.

### Vajíčka
Vajíčka jsou nažloutlá, později světle šedá, bochníčkovitého tvaru, s mírně kónickým vrškem, dostředivě koncentricky rýhovaná (bábovkovitého tvaru), velká cca 0,5 mm, kladená do řádky na jehlice.

### Možnost záměny
Možnost záměny za housenky druhu tmavoskvrnáč borový nebo ploskohřbetka.

## Hostitel
Obvykle borovice. Podle jiných zdrojů lze patogena najít i na dalších dřevinách:
- jedle (Abies)
- bříza (Betula)
- cypřiš (Chamaecyparis)
- jalovec (Juniperus)
- modřín (Larix)
- smrk (Picea)
- borovice (Pinus )
- douglaska (Pseudotsuga)
- dub (Quercus)

## Způsob života
Podle Atlas poškození dřevin:
- kukla přezimuje pod hrabankou.
- motýli se líhnou brzy na jaře (duben, květen)
- po spáření kladou samice vajíčka do řádek (snůšek) na jehlice
- vylíhlé housenky zahájí žír na loňském jehličí (mladé v té době ještě nevyrašilo)
- když začnou rašit výhony a pupeny, housenky přejdou k žíru na pupenech a rašícím jehličí
- při vyšších populačních hustotách jsou výhony žírem mladých housenek vážně poškozeny
- později housenky opět žerou starší ročníky jehličí
- housenky ukončí žír v červnu, spustí se k zemi a zakuklí se (bez zámotku) pod hrabankou.

## Význam
Lokálně se přenmnožuje a způsobuje holožíry. Nejvíce napadá dřeviny ve stáří 30–70 let. Při přemnožení může způsobit vážné škody.

## Ekologie
Borové lesy.

## Ochrana rostlin
Při přemnožení lze použít biopreparáty Bacillus thuringiensis.